# Juan Ramón Jiménez
Juan Ramón Jiménez Mantecón (n. 24 decembrie 1881 – d. 29 mai 1958)  a fost poet și eseist spaniol, laureat al Premiului Nobel pentru Literatură în 1956.
A scris o lirică de rezonanță particulară în literatura spaniolă a secolului XX, prin necontenita căutare a cuvântului poetic definitiv și esențializarea emoțiilor și sentimentelor, tinzând către forma poemului total și către abstracta "poezie pură".

## Motivația Juriului Nobel
"pentru poezia lui, care, în limba spaniolă, constituie un exemplu de înaltă spiritualitate și de puritate artistică" 

## Date biografice
Juan Ramón Jiménez s-a născut în satul andaluz Moguer, în 1881. Vădind o vocație precoce, la paisprezece ani se poate mândri cu poezii publicate în câteva reviste  din Andaluzia. La nouăsprezece ani vine la Madrid, unde intră în legătură cu cercurile moderniste. Rubén Dario îl elogiază pentru "suavitatea melancolică" a versurilor sale, care trezesc "dorul de imposibil", și îi sugerează titlul unuia din primele volume: Almas de violeta (Suflete de violetă). De la aceste prime versuri până la anii maturității, Juan Ramón Jiménez este un exemplu strălucit de sacrificiu pe altarul poeziei, pe care o slujește cu o fervoare mistică. A trăit prin și pentru poezie, dăruit cu totală devoțiune unei munci tenace de purificare continuă a operei sale: 
"Pentru mine poezia a fost întotdeauna contopită intim cu întreaga mea existență."
Timp de peste jumătate de secol, cât se desfășoară munca sa neobosită de cizelare a operei ("Nici o zi fără o hârtie ruptă"), el a fost pentru mai multe generații de poeți - de la modernismul începutului de veac până la școlile de avangardă - scriitorul venerat, poetul prin excelență, "maestrul indiscutabil" , cum îl numea Rafael Alberti într-o frumoasă carte de amintiri.
Într-o schiță auto biografică publicată în revista Renacimiento, Juan Ramón Jiménez trece în revistă principalele evenimente și stări sufletești care stau la originea operelor sale: " Miros de tămâie și de flori, o fereastră deschisă spre grădină, o terasă cu trandafiri pentru nopțile cu lună se transformă în Arii triste"; o lungă ședere în munții Guadarrama se reflectă în volumul Pastorale; apoi vine o "toamnă galantă - cu azur de aur - care prilejuiește Jurnalul intim și Grădini îndepărtate; aceasta e perioada în care muzica umple cea mai mare parte din viața mea". Urmează o epocă dificilă pentru poet, o epocă de "oboseală, frig și gânduri de sinucidere". O gravă depresie nervoasă, care-l va însoți cu intermitențe toată viața, îl silește să rămână câțiva ani în sanatorii, la Madrid și în sudul Franței. După o călătorie prin Franța și Italia, se retrage în 1907 în satul natal, unde scrie celebra carte Platero și eu. În 1912 revine la Madrid unde rămâne douăzeci și cinci de ani, trăind în intimitatea poeziei și oarecum la marginea vieții literare, căci viața lui de izolare mândră și concentrată este în întregime subordonată operei. După propria lui apreciere, duce o existență "singurătate și meditație", în compania "trandafirului de argint al experienței proaspete", într-o "indiferență absolută pentru aspectul practic al vieții", și "hrănindu-se numai cu frumusețe".
În anul 1916 are loc un eveniment decisiv în viața sa : în urma unei călătorii în Statele Unite ale Americii, se căsătorește cu Zenobia Camprubi Aymar (traducătoare în spaniolă a lui Rabindranath Tagore, care-i va deveni colaboratoare neprețuită. După izbucnirea războiului civil spaniol, ia drumul exilului și devine profesor de literatură spaniolă la diferite universități din Statele Unite, Cuba, Puerto Rico. În 1956 i s-a decernat Premiul Nobel pentru literatură. Moare în 1958, în Puerto Rico.